# 本尚古勒-古馬茲州
本尚古勒-古馬茲州是埃塞俄比亞的一個州，位於該國西北部，西界蘇丹共和國和南蘇丹共和國。青尼羅河流經。面積50,248平方公里，2005年估計人口625,000人。首府阿索薩。
當地以貝塔族、古馬茲族、阿姆哈拉族、奧羅莫族、席納夏族等為主。